# Adûnaico
L'adûnaico (lingua dell'ovest) è una delle lingue dell'universo immaginario di Arda creato da J. R. R. Tolkien. Essa era la lingua parlata dagli uomini di Númenor nel corso della Seconda Era.
L'adûnaico è un derivato delle lingue dei popoli dei bëoriani e degli hadoriani, chiamate collettivamente taliska, e durante la Seconda Era l'accento bëoriano sopravvisse in alcune parti, soprattutto ad Emerië e intorno al porto di Andúnië. La maggior parte della Casa di Bëor era perita durante la Dagor Bragollach, e quindi l'accento hadoriano divenne prevalente.
La lingua sembra non essere stata influenzata dalla lingua della Seconda Casa degli uomini, la lingua degli haladin: quando i dunedain ritornarono nella Terra di Mezzo durante la Seconda Era, essi non riconobbero le genti degli enedwaith e dei minhiriath come loro lontani parenti, dato che parlavano un linguaggio haladin.
L'ovestron o lingua corrente, parlato largamente nella Terra di Mezzo durante la Terza Era, era largamente derivato dall'adûnaico. I numenoreani neri di Umbar e di altre colonie numenoreane parlavano una lingua chiamata adûnaico nero, molto simile alla lingua ancestrale in quanto privo di inflessioni elfiche.
Sull'isola di Númenor le persone più colte e delle classi nobili non parlavano solo Adûnaico, ma anche le favelle elfiche, specialmente il Quenya. Tale idioma era usato a corte, sempre nelle cerimonie reali, negli avvenimenti ufficiali, nelle opere degli eruditi, in un contesto insomma colto ed elevato. I sovrani dell'isola si davano i propri nomi in Quenya. 
Quando però l'Ombra si abbatté su Númenor, gli uomini del re iniziarono ad odiare gli elfi, invidiosi e bramosi dell'immortalità, così anche le lingue elfiche furono odiate, abbandonate, ripudiare e proibite, sebbene ciò avvenne progressivamente. Anche i primi re successivi alla caduta dell'ombra su Númenor continuarono ad usare nomi Quenya, avendo paura che darsi un nome adûnaico fosse infausto. Poi la superstizione fu superata, ma solo parzialmente: si dice infatti che i nomi elfici non vennero mai abbandonati del tutto, ma scritti solo nelle pergamene ufficiali (ed ivi rilegati) o affiancati da nomi adûnaici. Solo Tar-Palantír prese un nome elfico, ma ormai era troppo tardi per salvare Númenor.

## Curiosità
L'adûnaico sembra essere uno dei pochi linguaggi tolkieniani ad avere il genere grammaticale.

## Taliska
Il taliska è considerato da Tolkien come l'antenato dell'adûnaico. Esso infatti risentì in seguito di influenze dal nandorin parlato dagli elfi verdi. Tolkien creò anche una grammatica di questo linguaggio che a differenza di molti altri non rimase inesplorato, tuttavia questa "grammatica" è tuttora inedita. Nel frattempo, solo poche parole dei primitivi linguaggi umanici della Prima Era sono note (es.: hal = "capo, comandante", halbar = "capitano", hal(a) = "custodia, guardia", "halad" = "guardiano", haldad = "cane da caccia", bor = "pietra" ecc.). Nel diciassettesimo capitolo del Silmarillion si registra che il popolo di Bëor chiamava il sire elfico Felagund Nóm, tradotto con "Sapienza", e chiamavano il suo popolo nómin ("i sapienti"). Quindi, il loro linguaggio sembrerebbe avere una desinenza plurale -in, che si trova anche in rohirrico (ed in doriathrin).